# Strohnerhöh
Strohnerhöh ist eine Ortslage an der Sengbachtalsperre in der bergischen Großstadt Solingen. Dort befanden sich die 1903 errichteten Wohnhäuser der Talsperrenmeister der Sengbachtalsperre. Heute befindet sich im letzten verbliebenen Gebäude im Ort die Biologische Station Waldschule Solingen.

## Lage und Beschreibung
Strohnerhöh befindet sich in abgeschiedener Lage im Süden des Solinger Stadtbezirks Burg/Höhscheid. Der Ort liegt auf einem Höhenzug zwischen Wupper und Sengbach, die in bewaldeten Tälern im Nordosten bzw. im Südwesten verlaufen. Der Ort besteht lediglich aus einem einzelnen Gebäude, das heute von der Waldschule Solingen genutzt wird. Es ist über die Straße Höhrather Weg von Strohn aus zu erreichen, von wo aus wiederum Anschluss an die Kreisstraße 4 (Glüderstraße) besteht. Von dem Ort aus ist die Sperrmauer der Sengbachtalsperre in wenigen Minuten zu Fuß erreichbar, zahlreiche Wald- und Wanderwege führen am Ort vorbei. Strohnerhöh ist ferner umgeben von zwei Naturschutzgebieten:Tal- und Hangbereiche der Wupper mit Seitenbächen und Aue des unteren Sengbachtals.
Benachbarte Orte sind bzw. waren (von Nord nach West): Jagenberg, Wiesenkotten, Burger Höhe, Schwarzwaager Kotten, Unterburg, Höhrath, Brachhausen, Flamerscheid, Glüder und Strohn. 

## Geschichte
In dem Kartenwerk Topographia Ducatus Montani von Erich Philipp Ploennies, Blatt Amt Miselohe, aus dem Jahre 1715 ist der Ort nicht verzeichnet. Er gehörte der Honschaft Witzhelden innerhalb des Amtes Miselohe an. Die Topographische Aufnahme der Rheinlande von 1824 verzeichnet den Ort als Stradenhof (?), die Preußische Uraufnahme von 1844 verzeichnet ihn als Strohnerhöh benannt. In der Topographischen Karte des Regierungsbezirks Düsseldorf von 1871 ist der Ort als Strohnerhöhe verzeichnet. In der Karte vom Kreise Solingen des Solinger Landmessers C. Larsch aus dem Jahr 1875 ist der Ort als Strohnerhöh verzeichnet. Die Preußische Neuaufnahme von 1893 verzeichnet den Ort als Strohnerhöhe.
Nach Gründung der Mairien und späteren Bürgermeistereien Anfang des 19. Jahrhunderts gehörte der Ort zunächst zur Bürgermeisterei Burscheid und ab 1845 zur daraus ausgliederten Bürgermeisterei Witzhelden. Die Gemeinde Witzhelden gehörte mit Strohnerhöhe zunächst zum Kreis Solingen und ab 1929 zum Kreis Solingen-Lennep (ab 1931 Rhein-Wupper-Kreis genannt).  
Im Zuge des Düsseldorf-Gesetzes wurde die Ortslage Strohnerhöh zum 1. Januar 1975 aus dem aufgelösten Rhein-Wupper-Kreis herausgelöst und zusammen mit Strohn, Burg und Höhrath (letzteres gehörte zuvor zu Wermelskirchen) nach Solingen eingemeindet. Der Ort ist bis heute als Strohnerhöh im Solinger Stadtplan verzeichnet.
Von den Stadtwerken Solingen übernahm die Deutsche Waldjugend 1968 das verbliebene Wärterhaus an der Strohnerhöh und nutzte es als Jugendheim. Im Jahre 1986 wurde die Biologische Station Waldschule Solingen gegründet, die das Gebäude und die Außenbereiche seither nutzt. Die Waldschule hat heute rund 5000 Nutzer jährlich und ist als außerschulischer Lernort in Solingen beliebt. Im Umfeld der Waldschule befindet sich eine etwa 200 Jahre alte Linde, die als Naturdenkmal im Landschaftsplan der Stadt Solingen ausgewiesen ist.